# Anne Charmantier
Anne Charmantier est une chercheuse française en biologie de l'évolution spécialiste de l'écologie évolutive. Elle mène ses recherches au Centre d’Ecologie Fonctionnelle et Evolutive à l'université de Montpellier. Elle reçoit la médaille d'argent du CNRS en 2024.

## Biographie

### Éducation
Ses parents sont tous les deux enseignants-chercheurs à l’Université de Montpellier. En 1995, elle obtient son baccalauréat scientifique au Lycée Joffre. Elle y intègre ensuite la Classe préparatoire biologie, chimie, physique et sciences de la Terre entre 1995 et 1997 puis l'École nationale supérieure agronomique de Montpellier (ENSAM) d'où elle sort diplômée en Agronomie Générale en 1999. En 2000, elle reçoit son diplôme d'études approfondies en biologie de l'évolution et écologie à l'Université Montpellier-II et son diplôme d'ingénieure agronome de l'ENSAM. En 2003, elle soutient sa thèse de doctorat sur les paternités hors-couple chez la mésange bleue en mêlant la génétique moléculaire et l'écologie comportementale sous la direction de  Marcel Lambrechts à l'ENSAM.

### Carrière
Entre 2004 et 2006, elle bénéfice de bourses des actions Marie Skłodowska-Curie et du conseil pour la recherche en biotechnologie et sciences biologiques et effectue ses recherches postdoctorales au Edward Grey Institute (en) du département de zoologie de l'université d'Oxford. Elle collabore également avec Loeske Kruuk (en), une écologue de l'évolution spécialiste de la génétique quantitative appliquée aux espèces sauvages qui travaille à l'Université d'Édimbourg. En 2006, elle entre au CNRS en tant que chargée de recherche au Centre d’Écologie Fonctionnelle et Évolutive (CEFE) de Montpellier. En 2011, elle obtient la médaille de bronze du CNRS. En 2012, elle obtient une bourse Wolfson de la Royal Society et part travailler au sein du laboratoire de Tim Clutton-Brock à l'Université de Cambridge. La même année, elle obtient son habilitation universitaire. En 2014, elle devient directrice de recherche toujours au Centre d’Écologie Fonctionnelle et Évolutive de Montpellier. Elle est présidente de la Society for the Study of Evolution. Elle s'engage également pour la place des femmes en sciences et fait partie de l’association Femmes et sciences,. En 2024, elle obtient la médaille d'argent du CNRS.

### Recherches
Ses recherches portent sur la microévolution et visent à comprendre comment les organismes et notamment les mésanges s'adaptent dans les environnements naturels, en particulier en réponse aux changements rapides de ces environnements tels que le changement climatique. Elle a notamment montré que la précocité de la ponte mais aussi la plasticité, la capacité à adapter la date de ponte aux signaux du printemps, sont transmis d’une génération à l’autre par le patrimoine génétique de l’oiseau,. Elle étudie également le processus d'évolution des animaux et des plantes en milieu urbain.

## Distinctions et récompenses
- 2024 : médaille d'argent du CNRS[5]
- 2023 : Grand prix de la Société française d'écologie et d'évolution[11]
- 2012 : bourse Wolfson de la Royal Society[2]
- 2011 : médaille de bronze du CNRS[2]

### Décoration
- Chevalier de l'ordre national du Mérite (nommée le 15 mai 2025)[12].